# لیک کورمورانت (میسیسیپی)
لیک کورمورانت (به انگلیسی: Lake Cormorant) یک منطقهٔ مسکونی در ایالات متحده آمریکا است که در شهرستان دسوتو، میسیسیپی واقع شده‌است. لیک کورمورانت ۶۳٫۰۹ متر بالاتر از سطح دریا واقع شده‌است.